# ويليام إس. كوفمان
ويليام إس. كوفمان (بالإنجليزية: William S. Kaufman)‏ هو مهندس معماري أمريكي، ولد في 1849 في مقاطعة يونيون في الولايات المتحدة، وتوفي في 1916.